# モシェ・カツァブ
モシェ・カツァブ、若しくはモーシェ・カッツァーブ（ヘブライ語：משה קצב、ラテン文字転写：Moshe Katsav (Mōshéh Qaŝŝābh)、1945年12月5日- ）は、イスラエルの政治家。同国大統領（第8代）。イランのヤズドで生まれたユダヤ人である。

## 概要
幼児期はイランの首都であるテヘランで過ごしたが、1951年に6歳でイスラエルに帰還・移住。移住後は中東からの帰還ユダヤ人であるミズラヒムの社会に属し、右派政党のリクード党員となり、小さな町の町長を経て1977年にクネセト（国会）議員に初当選し、以来7回当選。運輸相、観光相などを歴任した。1992年のリクードの党首選に出馬するものの、ベンヤミン・ネタニヤフの前に敗北。一般にイスラエルの政治家エリートには軍歴が求められるのだが、そういったものとは無縁な政治家として、イスラエル政界において異色な存在であった。党内では最古参のメンバーで、穏健派に属した。

### 大統領就任
歴代リクード政権で閣僚を務めてきた後、2000年7月31日に実施された大統領選（クネセト議員による間接選挙制）で労働党のシモン・ペレスと争い勝利した。対立候補が、ノーベル平和賞受賞者のペレスだったことから、下馬評ではカツァブ大敗を予想する声が大勢であったが、結果はカツァブの逆転勝利だった。第1回の投票ではカツァブが60票。ペレスが57票という結果だったが両者とも過半数を獲得できなかったため（過半数は61議席）、勝敗は第2回の投票に持ち越され、第2回の投票でカツァブは63票を獲得し大統領に当選。リクードから選出された初めての大統領だった。カツァブは前述のように中東系のユダヤ人に属し、ホロコーストを生き抜いてきた中東欧系ユダヤ人に比べ、同層の社会的地位は決して高いものではなかった。その為、同層を支持基盤とする宗教政党・シャスが第2回の投票で支持に回り逆転につながった。また、同選挙でカツァブを擁立したアリエル・シャロンはリクード内での求心力を一挙に高め、翌年の首相就任への弾みとした。カツァブは大統領就任後、自爆テロ被害者を見舞うなど人格者としての評価が高かった。

### 強制わいせつ事件
2006年10月15日、イスラエル警察は、カツァブをセクハラ・強制わいせつの容疑で、メナヘム・マズーズ検事総長に起訴を勧告。政治生命の危機が迫っていたが、2007年7月14日、任期満了により大統領退任。
この事で、当時の露大統領・ウラジーミル・プーチンに「10人をレイプした強い男性でうらやましい」というブラックジョークのネタにされた。複数の強制わいせつ事件を慎重に捜査していた最高検は、容疑が固まったとして、2009年3月8日に立件する方針を正式に決定し、同月19日に起訴を行った。
2010年12月30日、テルアビブ地裁はカツァブに対し、有罪判決を言い渡した。また、翌・2011年には同地裁は、確定していなかった刑期を正式に決定。禁錮7年、10万シェケルもの損害賠償をカツァブに言い渡した。カツァブ自身は判決を不服として控訴したが11月10日に最高裁により棄却され刑が確定。イスラエル大統領経験者としてははじめて収監されることとなった。

## 政策
カツァブの政策はパレスチナにおける純ユダヤ国家の復活と、長期計画に基づくアラブ人パレスチナ国家建設の並立・共存であるが、一方でパレスチナ過激派のテロリスト流入を防ぐためとしてイスラエル政府が建設中の防護フェンスは、カツァブ属するリクード政権の主導であり、カツァブもこれの提唱に参加し、賛成したという。